# Les Essarts-lès-Sézanne
Les Essarts-lès-Sézanne is een gemeente in het Franse departement Marne (regio Grand Est) en telt 234 inwoners (1999). De plaats maakt deel uit van het arrondissement Épernay.

## Geografie
De oppervlakte van Les Essarts-lès-Sézanne bedraagt 17,4 km², de bevolkingsdichtheid is 13,4 inwoners per km².
De onderstaande kaart toont de ligging van Les Essarts-lès-Sézanne met de belangrijkste infrastructuur en aangrenzende gemeenten.

## Demografie
Onderstaande figuur toont het verloop van het inwonertal (bron: INSEE-tellingen).